# Böbingen an der Rems
Böbingen an der Rems – miejscowość i gmina w Niemczech, w kraju związkowym Badenia-Wirtembergia, w rejencji Stuttgart, w regionie Ostwürttemberg, w powiecie Ostalb, wchodzi w skład związku gmin Rosenstein. Leży na przedpolu Jurze Szwabska, nad rzeką Rems, ok. 15 km na zachód od Aalen, przy drodze krajowej B29 i linii kolejowej Aalen–Stuttgart.